# Emiliano Zapata (Tlaxcala)
Emiliano Zapata es una localidad del estado mexicano de Tlaxcala. Es cabecera del municipio de Emiliano Zapata.

## Demografía
| Censo | Población |
| ----- | --------- |
| 1995  | 2019      |
| 2000  | 2250      |
| 2005  | 2581      |
| 2010  | 2843      |
| 2020  | 3364      |